# ケヴィン・スミス
ケヴィン・スミス（Kevin Smith、1970年8月2日 - ）はアメリカ合衆国ニュージャージー州出身の映画監督・脚本家・編集技師・俳優である。自分の監督作品では脚本も書き、ほとんど喋らない"サイレント・ボブ"として出演している。『スクリーム3』にも顔を出している。

## 来歴
映画学校に通うが数ヶ月で中退し、浮いた分の学費と、集めていたコミック本を売ったお金で製作した『クラークス』がサンダンス映画祭で注目され、ミラマックスによって公開された。この映画の舞台となったコンビニエンス・ストアは、当時彼が実際に働いていた店である。その後も、レズビアンの女性とそれでも彼女に夢中になる男性のラブストーリー『チェイシング・エイミー』や、キリスト教を題材にしたコメディ『ドグマ』などで高い評価を得ている。
ベン・アフレックやジェイソン・リー、マット・デイモンは彼の映画の常連である。
ジェイソン・ミューズは幼馴染で、スミスの監督作品にジェイ役で出演している。
最近では、話題の『ダイ・ハード4.0』にワーロック役として出演。コミック、『スター・ウォーズ』、『ジョーズ』、カナダTVドラマ『Degrassi』などでおたくっぷりを演じていた。
『クラークス3（原題）』で監督を引退すると語っている。
娘ハーレイ・クイン・スミスは女優になり、自身が監督した映画に多く出演している。

## 主な作品

### 監督作
- クラークス Clerks（1994） - 監督・製作・脚本・出演
- モール・ラッツ Mallrats（1995） - 監督・脚本
- チェイシング・エイミー Chasing Amy（1997） - 監督・脚本・編集・出演
- ドグマ Dogma（1999） - 監督・脚本・編集・出演
- ジェイ&サイレント・ボブ 帝国への逆襲 Jay and Silent Bob Strike Back（2001） - 監督・キャラクター創造・脚本・編集
- 世界で一番パパが好き! Jersey Girl（2004） - 監督・製作総指揮・脚本・編集
- クラークス2/バーガーショップ戦記 Clerks II（2006） - 監督・脚本・編集・出演
- 恋するポルノ・グラフィティ Zack and Miri Make a Porno（2008） - 監督・脚本・編集
- コップ・アウト 〜刑事した奴ら〜 Cop Out（2010） - 監督・編集
- レッド・ステイト Red State（2011） - 監督・脚本・編集
- Mr.タスク Tusk（2014） - 監督・脚本
- コンビニ・ウォーズ バイトJK VS ミニナチ軍団 Yoga Hosers（2016） - 監督・脚本・編集
- ジェイ&サイレント・ボブ リブートを阻止せよ! Jay and Silent Bob Reboot（2019） - 監督・キャラクター創造・脚本・編集・出演
- KillRoy Was Here（2022） - 監督・脚本
- クラークス3 Clerks III（2022） - 監督・脚本・編集・出演
- The 4:30 Movie（2024） - 監督・脚本・編集

### 監督以外
- スクリーム3 Scream 3（2000） - 出演
- デアデビル Daredevil（2003） - 出演
- ヴェロニカ・マーズ Veronica Mars（2005–2006） - シーズン2、ゲスト出演
- 恋は突然に。 Catch and Release（2006） - 出演、日本未公開
- ダイ・ハード4.0 Live Free or Die Hard（2007） - 出演
- Jay & Silent Bob's Super Groovy Cartoon Movie! (2013) - 脚本、アニメーション映画
- ザ・シンプソンズ The Simpsons（2018） シーズン30 17話、ゲスト出演

## 参照
1. ↑  “監督引退表明のケヴィン・スミス、最後の作品は『クラークス3』”. シネマトゥデイ. (2012年12月10日) 2013年1月5日閲覧。